# Swissôtel The Stamford
La Swissôtel The Stamford, in passato chiamato Westin Stamford, è un grattacielo di Singapore che ospita un hotel gestito da Swissôtel Hotels & Resorts.

## Descrizione
Progettato dall'architetto IM Pei, con un'altezza di 226 metri è uno degli hotel più alti del sud-est asiatico. Fa parte del complesso Raffles City che comprende due hotel, il Raffles City Convention Center, il centro commerciale Raffles City e una torre per uffici. Situato al 2 Stamford Road, l'hotel si trova sopra la stazione MRT del municipio e la stazione MRT Esplanade.
L'hotel classificato a 5 stelle dispone di 1 252 camere e suite, 15 ristoranti e bar, il Raffles City Convention Center e una spa. La struttura ha subito una pesante ristrutturazione nel 2019.